# 法定刑
法定刑（ほうていけい）とは、ある犯罪に対して科されるべきものとして、法令が罰則により規定している刑罰をいう。

## 概要
罪刑法定主義によれば、いかなる行為が犯罪となるか（構成要件）だけでなく、その行為に対していかなる刑罰が科されるかをも、法律（又は法律の委任に基づく命令）が前もって規定しなければならない。こうして規定された刑罰が法定刑である。
法定刑には裁量的な選択の余地がないもの（絶対的法定刑→外患誘致罪（刑法81条）：死刑のみ）もあるが、大多数の場合には、刑種の選択（選択刑）や刑期の量定（相対的法定刑）について裁判所に裁量的な選択の余地が与えられている。
個々の刑事訴訟において、個々の被告人につき、法定刑に刑法総則の諸規定を適用した上で処断刑が定まり、その範囲内で刑罰が宣告される。
なお、律令をはじめとする東アジア・日本の前近代の法体系は原則として絶対的法定刑に基づいて刑罰が定められており、その弾力的運用のために断罪無正条・不応為条など、裁判官の情理や類推適用に基づく刑事処分を認めるという、罪刑法定主義とは対極の法運用が行われることになった。